# Place des Victoires (Bayonne)
Pour les articles homonymes, voir Place des Victoires (homonymie).
La place des Victoires est une voie bayonnaise (Pyrénées-Atlantiques), située dans le quartier du Grand Bayonne.

## Situation et accès
La place des Victoires est située à proximité des remparts entre Tour-de-Sault et la porte d'Espagne. Le seul accès public à la place est la rue Passemillon, qui la longe.

## Origine du nom
Le nom de place des Victoires lui a été donné en souvenir du siège raté de Bayonne en 1523 par les impériaux défendue par Odet de Foix, pendant la sixième guerre d'Italie.

## Historique
Sous l'Ancien Régime, la place qui s'est d'abord appelée « rue Passemilon », du nom de la rue où elle est située, puis « place du Four » accueillait plusieurs auberges.
En 1806, un habitant réclama la propriété de la place qui aurait été une dépendance d'un hangar lui appartenant, ce à quoi la municipalité lui répondit que la place avait depuis de nombreux siècles été publique et que d'après l'usage elle ne pouvait appartenir à un particulier.
Elle prend sa dénomination actuelle, sans doute au XIXe siècle.